# Mályinka
Mályinka är en ort i Ungern.   Den ligger i provinsen Borsod-Abaúj-Zemplén, i den norra delen av landet, 130 km nordost om huvudstaden Budapest. Mályinka ligger 281 meter över havet och antalet invånare är 502.
Terrängen runt Mályinka är kuperad söderut, men norrut är den platt. Runt Mályinka är det ganska tätbefolkat, med 60 invånare per kvadratkilometer. Närmaste större samhälle är Ózd, 16,0 km väster om Mályinka. I omgivningarna runt Mályinka växer i huvudsak lövfällande lövskog.